# Peugeot EX1
El Peugeot EX1 es un prototipo de automóvil eléctrico producido por el fabricante de automóviles francés Peugeot y presentado en el Salón del Automóvil de París 2010.
Como parte de las celebraciones del 2.º centenario de Peugeot, las oficinas de diseño de la marca querían crear un prototipo de automóvil eléctrico. 

## Descripción
El EX1 es un convertible de dos puertas que se abren de manera inversa (puertas de suicidio), con un tren delantero mucho más ancho que el trasero, dándole un aspecto de "gota de agua". Sus dos motores proveen 340 CV y 240 Nm de torque.

## Prestaciones

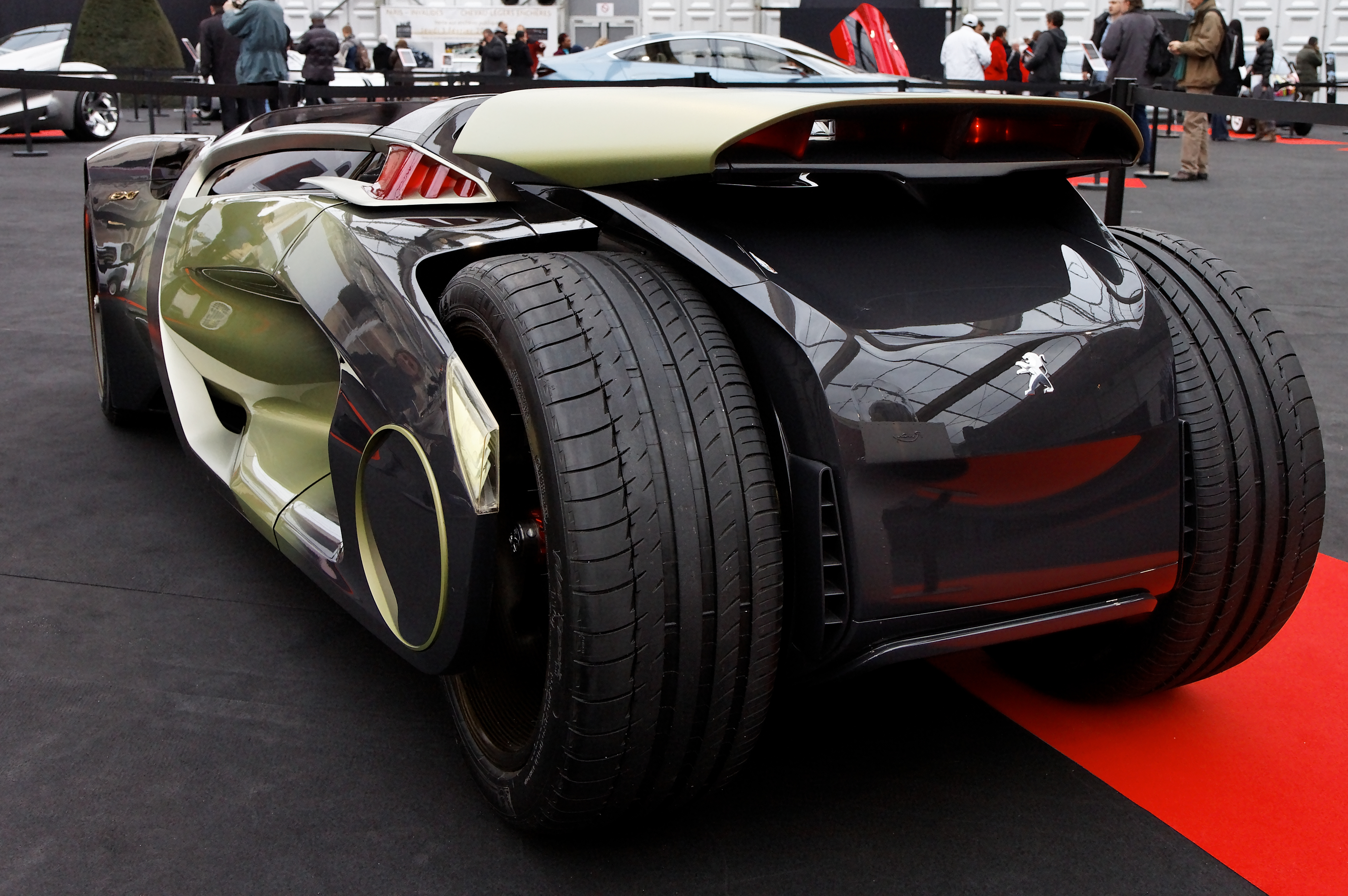
Peugeot EX1 en el Festival Automobile International 2011

El EX1 ha batido seis récords de velocidad para un vehículo que pesa menos de 1000 kg (2200 lb). Desde parado, el EX1 establece los siguientes tiempos: 1/8 de milla (8,89 s), 1/4 de milla (14,4 s), 500 m (16,81 s), 1/2 milla (23,85 s), 1000 m (28,16 s) y 1 milla (41,09 s).   Estableció una carrera de 0-97 km/h de 2,24 segundos y una velocidad máxima general de 259 km/h.